# Plano contraplano
El plano contraplano (más conocido como campo/contracampo) es la manera elemental y más utilizada de filmar un diálogo entre dos personas en el mundo del cine y la televisión.
Un plano y su contraplano se basan en dos planos seguidos en el montaje (al menos, en la mayoría de casos), que se sitúan en paralelo físicamente.

## Ejemplos
El ejemplo más sencillo es el de una conversación entre dos personas: la cámara se fija de frente en una, y después en la otra.
Pero también hay más ejemplos, como la cara de un personaje, que mira a través de la ventana o la televisión, y la muestra posterior al espectador de lo que está viendo, y viceversa. O una persona tumbada en el suelo, mirando al cielo, y las nubes que está observando, etc.

### Ejemplos dentro de estos
Al igual que el resto de formas para filmar una obra audiovisual, el plano contraplano se puede usar de distintas maneras para generar distintas sensaciones.
Por lo general, en una conversación entre dos personas se suele usar el mismo modelo de plano, tanto para el plano como para el contraplano, para dar la misma importancia a los dos personajes. Pero cuando se quiere dar mayor presencia a un personaje que a otro, o superioridad en esa escena, se puede utilizar primero un plano contrapicado y un contraplano en picado, y viceversa.
En ejemplos como el del personaje mirando al cielo, el plano en el que se vería al personaje sería cenital y, para que se viera el cielo, su contraplano sería nadiral.
También, para filmar una conversación normal, se tiene en cuenta la posición de la cámara en cuanto a lo que se quiere que se vea:
Por ejemplo, podemos tener la referencia del hombro o del escorzo del personaje contrario al que está hablando en el plano, para que se tenga en cuenta a quién se está hablando, o podemos colocar la cámara en el espacio que ocuparía la otra persona, para dar la impresión de que el personaje está hablando directamente con el espectador. Esta última técnica es muy utilizada por los hermanos Coen, junto a su director de fotografía habitual, Roger Deakins, en sus películas.